# Zălan
Zălan (ungarisch Zalán) ist ein Dorf im Szeklerland, Kreis Covasna in der Region Siebenbürgen in Rumänien. Das Dorf ist Teil der Gemeinde Bodoc.
Zălan liegt im historischen Gebiet des ungarischen Komitats Háromszék im Baraolt-Gebirge, etwa 11 Kilometer nördlich der Stadt Sfântu Gheorghe. In der Region gibt es viele Mineralquellen.